# Prakit Deeprom
Prakit Deeprom (tiếng Thái: ประกิต ดีพร้อม, sinh ngày 7 tháng 1 năm 1988), còn được biết với tên đơn giản Kit (tiếng Thái: กิต) là một cầu thủ bóng đá người Thái Lan thi đấu ở vị trí tiền vệ cho câu lạc bộ Giải bóng đá Ngoại hạng Thái Lan Muangthong United  và đội tuyển quốc gia Thái Lan.

## Sự nghiệp quốc tế
Ngày 9 tháng 11 năm 2014, Prakit ghi bàn trong trận giao hữu trước Philippines. Prakit cũng là một phần của đội hình vô địch của Thái Lan Giải vô địch bóng đá Đông Nam Á 2014. Trong trận đấu cuối cùng ở vòng bảng trước Myanmar Prakit ghi bàn thắng thứ hai trong chiến thắng 2-0 với một pha đá phạt đẹp mắt. Anh cũng tạo một pha kiến tạo xuất sắc cho Kroekrit Thaweekarn trong một trận thắng 3-0 khác trước Philippines tại bán kết.

### Quốc tế
Tính đến 17 tháng 12 năm 2016
| Đội tuyển quốc gia | Năm  | Số trận | Bàn thắng |
| ------------------ | ---- | ------- | --------- |
| Thái Lan           | 2014 | 8       | 2         |
| Thái Lan           | 2015 | 4       | 1         |
| Thái Lan           | 2016 | 7       | 0         |
| Thái Lan           | Tổng | 19      | 3         |

## Bàn thắng quốc tế
Tỉ số và kết quả liệt kê bàn thắng của Thái Lan trước.
| Bàn thắng | Ngày                 | Địa điểm                                    | Đối thủ     | Tỉ số | Kết quả | Giải đấu                             | Nguồn |
| --------- | -------------------- | ------------------------------------------- | ----------- | ----- | ------- | ------------------------------------ | ----- |
| 1.        | 9 tháng 11 năm 2014  | Sân vận động sinh nhật lần thứ 80, Thái Lan | Philippines | 2–0   | 3-0     | Giao hữu                             |       |
| 2.        | 29 tháng 11 năm 2014 | Sân vận động Jalan Besar, Singapore         | Myanmar     | 2–0   | 2–0     | Giải vô địch bóng đá Đông Nam Á 2014 |       |
| 3.        | 30 tháng 3 năm 2015  | Sân vận động Rajamangala, Thái Lan          | Cameroon    | 1–0   | 2–3     | Giao hữu                             |       |

## Danh hiệu

### Câu lạc bộ
Buriram United
- Giải bóng đá Ngoại hạng Thái Lan (1): 2015
- Cúp Hiệp hội Bóng đá Thái Lan (1): 2015
- Cúp Liên đoàn Bóng đá Thái Lan (1): 2015
- Cúp Hoàng gia Kor (1): 2015
- Giải bóng đá vô địch các câu lạc bộ sông Mê Kông (1): 2015

Muangthong United
- Cúp Liên đoàn Bóng đá Thái Lan (1): 2017
- Giải bóng đá vô địch các câu lạc bộ sông Mê Kông (1): 2017

### Quốc tế
Thái Lan
- Giải vô địch bóng đá Đông Nam Á (2): 2014, 2016
- Cúp Nhà vua Thái Lan (1): 2016